# Municipio de Pumpkin Bend
El municipio de Pumpkin Bend (en inglés: Pumpkin Bend Township) es un municipio ubicado en el condado de Woodruff en el estado estadounidense de Arkansas. En el año 2010 tenía una población de 276 habitantes y una densidad poblacional de 4,87 personas por km².

## Geografía
El municipio de Pumpkin Bend se encuentra ubicado en las coordenadas 35°18′7″N 91°5′20″O / 35.30194, -91.08889. Según la Oficina del Censo de los Estados Unidos, el municipio tiene una superficie total de 56.67 km², de la cual 56,63 km² corresponden a tierra firme y (0,05 %) 0,03 km² es agua.

## Demografía
Según el censo de 2010, había 276 personas residiendo en el municipio de Pumpkin Bend. La densidad de población era de 4,87 hab./km². De los 276 habitantes, el municipio de Pumpkin Bend estaba compuesto por el 98,91 % blancos, el 0,36 % eran afroamericanos, el 0,72 % eran amerindios. Del total de la población el 0 % eran hispanos o latinos de cualquier raza.